# Adžarská vlajka

Adžarská vlajka
Poměr stran: 2:3

Vlajka Adžárie, jedné ze dvou gruzínských autonomních republik (druhou je Autonomní republika Abcházie, kterou však Gruzie nemá pod kontrolou a byla tam vyhlášena Ruskem podporovaná, částečně uznaná Republika Abcházie, dalším útvarem je Jižní Osetie, nezávislý stát, který však není mezinárodně uznán a je okupovaný Ruskem), je tvořena listem o poměru stran 2:3 se sedmi, střídavě tmavomodrými a bílými, vodorovnými pruhy a gruzínskou vlajkou v kantonu.
Modré pruhy symbolizují moře (Černé moře), bílé pak čistotu úmyslů obyvatel země. Počet pruhů symbolizuje 5 okresů a dvě statutární města (Batumi a Kobuleti). V současnosti se však Adžárie člení na šesti správních jednotek (jedna z nich je hlavní město Batumi). Gruzínská vlajka má nepochybně vyjadřovat vztah muslimských Adžarů ke své mateřské zemi, převážně křesťanské Gruzii.

## Historie
V bohaté historii Adžárie byla součástí mnoha říší či státní celků a na jejím území se užívalo mnoho symbolů (území ovládala např. Kolchidské království, Římská říše, stát Laziké, Byzantská říše, knížectví Guri, Turci, Mongolové, Meschetie, Osmanská říše, Rusko, Turecko či Spojené království a OSN a samozřejmě i Gruzie). 14. července 1920 byla oblast předána Gruzii a užívaly se tehdejší gruzínské vlajky.
V letech 1919–1920 se vlajkou Batumské oblasti stal červený list s bílým kruhovým polem se žlutým mezikružím (se dvěma zelenými vavřínovými snítkami) a uprostřed vyplněným třemi zelenými palmami. (není obrázek)
25. února 1921 vznikla Gruzínská SSR, na území Batumské oblasti vstoupila turecká vojska a její jižní polovina připadla Turecku. V březnu uprchla z Batumi vláda bývalé Demokratické republiky Gruzie a byla vyhlášena vláda sovětů. 16. července 1921 byla v rámci Gruzínské SSR vytvořena Autonomní SSR Adžaristán s převahou muslimského obyvatelstva, v lednu 1922 byla přijata první ústava Adžarska a byl přijat první znak ASSR Adžaristán. Vlajky byly užívány gruzínské.
25. října 1937 schválil mimořádný sjezd sovětů Adžarské ASSR novou ústavu, kterou se vlajkou této ASSR stal červený list o poměru stran 1:2 se zlatým nápisem (v horním rohu) Gruzínská SSR v gruzínštině a ruštině. Pod těmito texty byly menší (také zlaté) nápisy Adžarská ASSR (opět v gruzínštině a ruštině). (není obrázek)
V roce 1951 byla schválena nová vlajka Gruzínské SSR a tím i vlajka Adžarské ASSR. Změna byla potvrzena zákonem z 27. dubna 1951 a popsána v čl. č. 112 ústavy Adžarské ASSR.
V roce 1978 byly přijaty nove ústavy Gruzínské SSR a Adžarské ASSR. Byly stanoveny státní znaky obou celků. Jednotná vlajka obou celků však byla zachována.

Vlajka Gruzínské SSR a Adžarské ASSR (1951–1990) Poměr stran: 1:2

V průběhu rozpadu Sovětského svazu přijala Gruzínská SSR 14. listopadu 1990 nový název Gruzínská republika a 9. dubna 1991 vyhlásila nezávislost na Sovětském svazu. Byla obnovena gruzínská ústava z roku 1921, která však s de facto existující Adžarskou autonomní republikou nepočítala, pouze se o autonomii Adžarska (a Abchazka) zmiňovala. V roce 1991 se stal předsedou adžarské Nejvyšší rady Aslan Abašidze, vnuk prvního (1919) předsedy Medžíslu (parlamentu) Adžaristánu Memeda Abašidzeho. Ten v roce 1992 založil „Svaz za obrodu Adžarska”, v roce 1994 přeměněn na „Svaz demokratické obrody”. Tato strana se stala v roce 1999 druhou nejpočetnější stranou gruzínského parlamentu. Vlajkou strany se stal tmavomodrý list o poměru stran 1:2 s 12 žlutými sedmicípými hvězdami v horním rohu listu, uspořádanými do tří vodorovných řad (3, 5, 4). Modrá barva symbolizovala (strana zanikla v roce 2004) přímořskou zemi a bezoblačné nebe. 12 hvězd symbolizovalo jednotu historických gruzínských oblastí a regionální uspořádání státu. Ideou vlajky byla obroda regionů Gruzie, pracovitého, mocného a demokratického státu.
20. dubna 2000 byl zákonem 260-lic gruzínského parlamentu nahrazen pojem Adžarsko pojmem Adžarská autonomní republika (v případě Abcházie se tak nestalo).
26. června 2000 rozhodla Nejvyšší rada Adžarska o nových symbolech autonomní republiky. Vlajka byla inspirována vlajkou zmiňovaného Svazu demokratické obrody, byla tvořena tmavomodrým listem (zřejmě o poměru stran 1:2) se sedmi žlutými, sedmicípými hvězdami v horním rohu, uspořádanými do dvou vodorovných řad (3, 4). Hvězdy symbolizovaly jednotu tehdejších 5 okresů (Batumi, Kobuleti, Keda, Šuachevi a Chulo) a 2 statutárních měst (Batumi a Kobuleti).

Vlajka Svazu demokratické obrody Poměr stran: 2:3 (dle zdroje by měl být 1:2)
Vlajka Adžarské autonomní republiky (2000–2004) Poměr stran: 1:2

Po tzv. Růžové revoluci v Gruzii, kdy byl svržen prezident Eduard Ševardnadze a po nových volbách v březnu 2004 nahrazen Michailem Saakašvilim, byl Aslan Abašidze (Ševardnadzeův spojenec) přinucen abdikovat a emigrovat do Ruska. Po volbách do Nejvyšší rady v červnu 2004, v kterých zvítězilo prozápadní sdružení „Jednotné národní hnutí”, potvrdil gruzínský parlament 1. července zákon, podle kterého nebude mít Adžárie vlastní ústavu, ale pouze tzv. základní zákon, mimo jiné s právem Adžárie na vlastní vlajku (i znak). 20. července 2004, při ustavujícím zasedání Nejvyšší rady, byla zvolena nová hlava státu, vláda ale také nová vlajka země, platná dodnes.
Pro Adžary (sunnitští muslimové) symbolizuje vlajka s kříži spíše nacionalistický než vyhraněně náboženský symbol.

## Vlajky adžarských správních celků
Adžárie je rozdělena do šesti dílčích správních celků, hlavního města Batumi a pěti municipalit.

Vlajka Batumi Poměr stran: 2:3
Vlajka Municipality Chelvačauri Poměr stran: 2:3
Vlajka Municipality Chulo Poměr stran: 2:3
Vlajka Municipality Keda Poměr stran: 2:3
Vlajka Municipality Kobuleti Poměr stran: 2:3
Vlajka Municipality Šuachevi Poměr stran: 2:3